# Abdelkader Benayada
Abdelkader Benayada est un footballeur algérien né le 5 mai 1982 à Frenda dans la wilaya de Tiaret. Il évolue au poste de défenseur au MC Saïda.

## Biographie
Avec l'équipe d'Algérie des moins de 23 ans, Benayada participe aux Jeux africains de 2003 organisés au Nigeria, et aux qualifications pour les Jeux olympiques d'été de 2004. Il joue huit matchs avec cette sélection algérienne, la première rencontre ayant lieu le 25 janvier 2003.
Il évolue en Division 1 avec les clubs de l'ASM Oran, de l'USM Blida, de l'USM Alger, et du CA Batna. Il se classe quatrième du championnat de première division lors de la saison 2009-2010 avec l'USMA.

## Palmarès
- Champion d'Algérie de D2 en 2000 avec l'ASM Oran.
- Champion d'Algérie de D2 en 2014 avec l'USM Bel Abbès.
- Champion d'Algérie de D2 en 2015 avec l'USM Blida.
- Vice-champion d'Algérie de D2 en 2009 avec le MC Oran.